# Chet Holmgren
Chet Thomas Holmgren (Mineápolis, Minnesota, 1 de mayo de 2002) es un jugador de baloncesto estadounidense que pertenece a la plantilla de los Oklahoma City Thunder de la NBA. Mide 2,16 metros y juega en las posiciones de pívot y ala-pívot.

## Carrera deportiva

### Inicios
Holmgren nació en Minneapolis, Minnesota. Creció jugando baloncesto bajo la tutela de su padre, un exjugador universitario. En sexto grado, comenzó a asistir a Minnehaha Academy, una escuela privada en Minneapolis. Medía 1,88 metro en ese momento y era compañero de equipo de Jalen Suggs, con quien jugaría también en la escuela secundaria. Mejoró su rango de tiro mientras se recuperaba de una fractura en la muñeca derecha durante su primera temporada. Creció unas ocho pulgadas en el año anterior al noveno grado.

### Instituto
Como estudiante de primer año en Minnehaha Academy, promedió 6,2 puntos y tres rebotes por partido. Su equipo ganó su segundo campeonato estatal Clase 2A consecutivo. Después de la temporada, tuvo éxito con su equipo Grassroots Sizzle de Amateur Athletic Union en la Asociación Under Armour, ganando los honores de jugador más valioso del torneo. Como resultado, emergió como uno de los jugadores mejor clasificados en la clase 2021 y comenzó a recibir más interés en la División I de la NCAA. En agosto de 2019, Holmgren atrajo la atención nacional por hacer un crossover al jugador de baloncesto Stephen Curry en el propio SC30 Select Camp de Curry.
El 4 de enero de 2020, como júnior,  registró 9 puntos, 10 rebotes y 12 tapones en una victoria televisada a nivel nacional sobre Sierra Canyon School, un equipo clasificado a nivel nacional con Bronny James, Brandon Boston Jr. y Ziaire Williams. En su temporada júnior, promedió 14,3 puntos por partido, lo que llevó a Minnehaha a un récord de 25-3.
En su último año, con un promedio de 21 puntos y 12,3 rebotes, Holmgren ganó el título estatal de Clase 3A, su cuarto campeonato estatal en Minnehaha. Fue nombrado Gatorade National Player of the Year, Naismith Prep Player of the Year, Morgan Wootten National Player of the Year, McDonald's All-American y Minnesota Mr. Basketball.

#### Reclutamiento
Al ingresar a su temporada júnior, recibió alrededor de 30 ofertas de becas de programas universitarios de baloncesto. En junio de 2020, tras la reclasificación de Jonathan Kuminga, se convirtió en el jugador número uno de la clase 2021, según ESPN. El 19 de abril de 2021, anunció su compromiso y firmó una National Letter of Intent para jugar al baloncesto universitario para Gonzaga, siguiendo a su excompañero de equipo del instituto, Jalen Suggs.

### Universidad

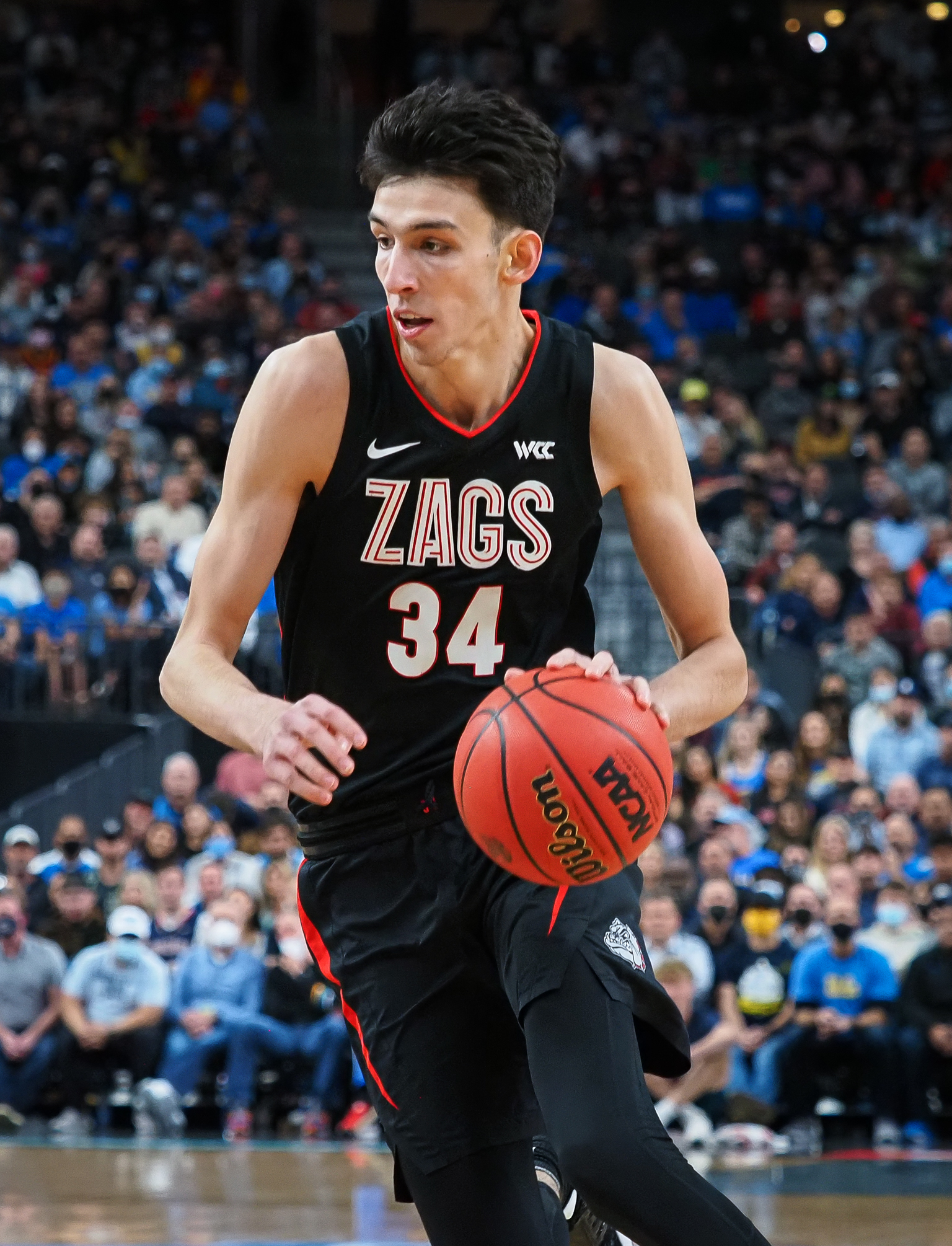
Holmgren con Gonzaga en 2021.

En su debut universitario con los Bulldogs, Holmgren anotó 14 puntos, 13 rebotes, 7 tapones y 6 asistencias en la victoria por 97–63 sobre Dixie State. Se convirtió en el primer jugador en 25 años en registrar al menos 10 puntos, 10 rebotes, 5 asistencias y 5 tapones en su debut. El 22 de noviembre, el estudiante de primer año de 7 pies terminó con 19 puntos en 7 de 9 tiros y 3 de 3 en la línea de tiros libres. Al final de la temporada regular, Holmgren fue nombrado Jugador Defensivo del Año y Novato del Año de la Conferencia de la Costa Oeste. En el Torneo de la NCAA, Holmgren registró 19 puntos, 17 rebotes, siete bloqueos y cinco asistencias en su victoria por 93–72 en la primera ronda sobre Georgia State. Como estudiante de primer año, promedió 14,1 puntos, 9,9 rebotes y 3,7 tapones por partido. El 21 de abril de 2022, Holmgren se declaró elegible para el draft de la NBA de 2022, renunciando a su años universitarios restantes.

#### Estadísticas
| Año     | Equipo  | PJ | PT | MPP  | %TC  | %3P  | %TL  | RPP | APP | ROB | TPP | PPP  |
| ------- | ------- | -- | -- | ---- | ---- | ---- | ---- | --- | --- | --- | --- | ---- |
| 2021–22 | Gonzaga | 32 | 31 | 26.9 | .607 | .390 | .717 | 9.9 | 1.9 | .8  | 3.7 | 14.1 |

### NBA

#### Oklahoma City Thunder
Fue elegido en la segunda posición del Draft de la NBA de 2022 por Oklahoma City Thunder. Antes del comienzo de la temporada, a finales de agosto, se le diagnosticó una lesión en los ligamentos del pie, que le haría perderse la temporada por una lesión de Lisfranc. La lesión se produjo en un partido pro-am, en una jugada en la que trataba de parar una entrada a canasta de LeBron James.
Debutó en la NBA en la temporada 2023-24, el 25 de octubre de 2023 ante Chicago Bulls, anotando 11 puntos. El siguiente encuentro, el 27 de octubre ante Cleveland Cavaliers, consiguió un doble-doble de 16 puntos y 13 rebotes, además de 7 tapones, récord de la franquicia para un rookie. El 18 de noviembre ante Golden State Warriors, anota 36 puntos y captura 10 rebotes, y demás consigue una canasta sobre la bocina que lleva el encuentro a la prórroga. Fue nombrado rookie del mes de octubre-noviembre de la conferencia Oeste. El 16 de diciembre ante Denver Nuggets realiza 8 tapones, además de 17 puntos y 11 rebotes. Fue nombrado rookie del mes de diciembre de la conferencia Oeste. El 22 de junio de 2025 se proclamó campeón de la NBA por primera vez en su carrera tras vencer a Indiana Pacers en la Final de la NBA (4-3).
En julio de 2025, acuerda una extensión de contrato con los Thunder por cinco años y $250 millones.

### Selección nacional
Holmgren representó a Estados Unidos en la Copa Mundial Sub-19 de 2021 en Letonia. Promedió 11,9 puntos, 6,1 rebotes, 3,3 asistencias y 2,7 tapones por partido, lo que llevó a su equipo a la medalla de oro y a conseguir los honores de MVP del torneo.

## Estadísticas de su carrera en la NBA
|  | Denota temporadas en las que su equipo fue Campeón de la NBA |

### Temporada regular
| Año     | Equipo        | PJ  | PT  | MPP  | %TC  | %3P  | %TL  | RPP | APP | ROB | TPP | PPP  |
| ------- | ------------- | --- | --- | ---- | ---- | ---- | ---- | --- | --- | --- | --- | ---- |
| 2023-24 | Oklahoma City | 82  | 82  | 29.4 | .530 | .370 | .793 | 7.9 | 2.4 | .6  | 2.3 | 16.5 |
| 2024-25 | Oklahoma City | 32  | 32  | 27.4 | .490 | .375 | .754 | 8.0 | 2.0 | .7  | 2.2 | 15.0 |
| Total   | Total         | 114 | 114 | 28.9 | .519 | .372 | .780 | 7.9 | 2.3 | .7  | 2.3 | 16.1 |

### Playoffs
| Año   | Equipo        | PJ | PT | MPP  | %TC  | %3P  | %TL  | RPP | APP | ROB | TPP | PPP  |
| ----- | ------------- | -- | -- | ---- | ---- | ---- | ---- | --- | --- | --- | --- | ---- |
| 2024  | Oklahoma City | 10 | 10 | 34.5 | .496 | .260 | .758 | 7.2 | 2.1 | .7  | 2.5 | 15.6 |
| 2025  | Oklahoma City | 23 | 23 | 29.8 | .462 | .297 | .784 | 8.7 | 1.0 | .7  | 1.9 | 15.2 |
| Total | Total         | 33 | 33 | 31.2 | .473 | .284 | .777 | 8.2 | 1.3 | .7  | 2.1 | 15.3 |

## Vida personal
Su padre, Dave Holmgren, que también mide 2,13 metros, jugó 57 partidos de baloncesto universitario con Minnesota entre 1984 y 1988.
Tiene dos hermanas.